# Mariefreds kloster

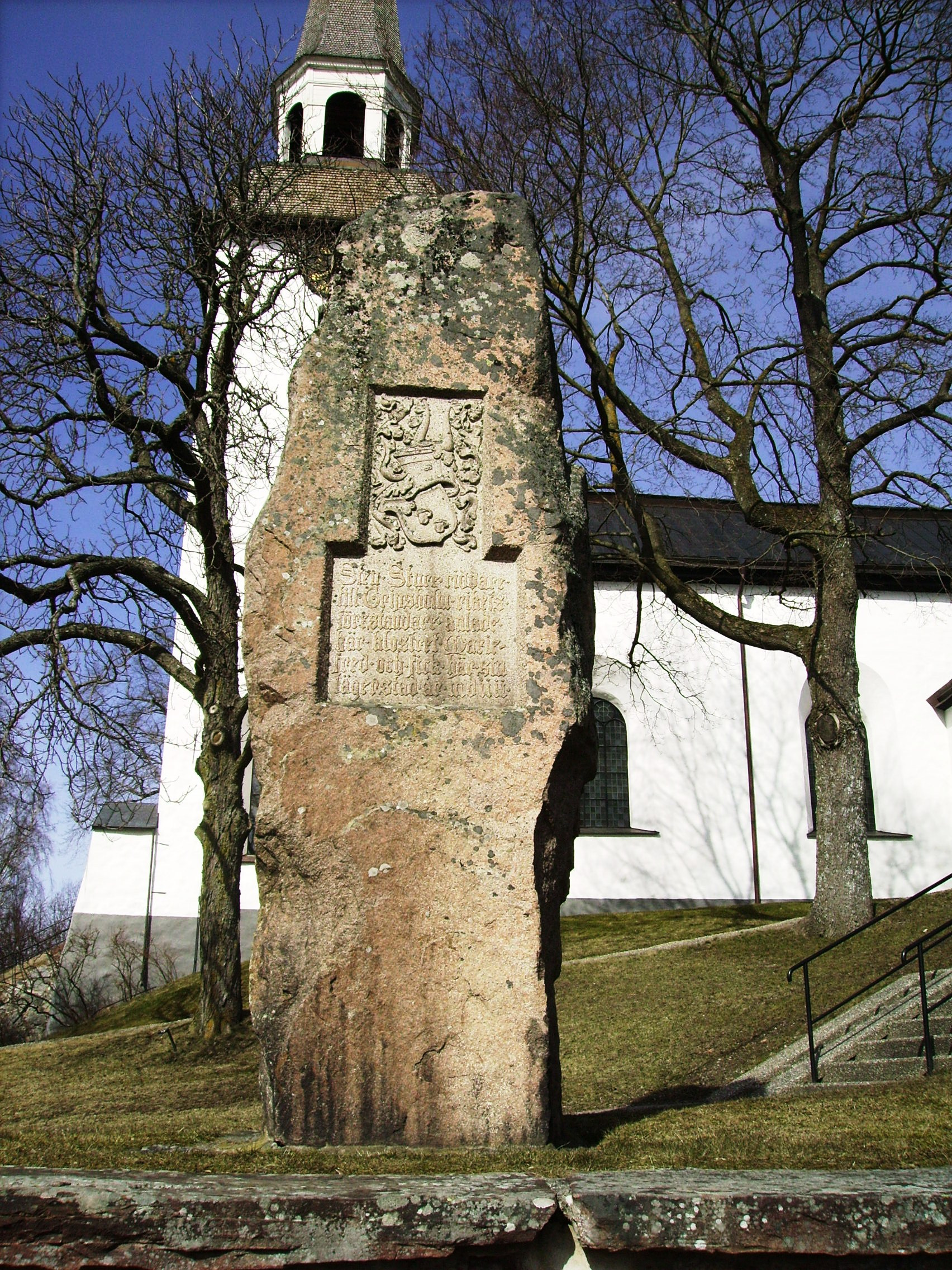
Sten Sture-stenen vid Mariefreds kyrka restes 1905 på det tidigare klostrets mark. Inskriptionen lyder: Sten Sture, riddare till Gripsholm, rikets föreståndare, grundade här klostret Mariefred och fick här sin lägerstad år 1504.

Mariefreds kloster, Monasterium pacis Mariae, eller Pax Mariae, har gett namn åt staden Mariefred. Det var det enda kartusianklostret i Norden och ett av de sist etablerade klostren i Sverige före reformationen.
Det var ärkebiskop Jakob Ulfsson och biskop Kort Rogge i Strängnäs som verkade för att den exklusiva och ansedda kartusianorden skulle etableras i Sverige. Efter begäran från riksföreståndaren Sten Sture den äldre sändes år 1493 munkarna Fikke Dyssin och Johannes Sanderi samt två lekbröder från kartusianklostret Marienehe vid Rostock till Sverige för ett möte med riksrådet. Sten Sture överlämnade senare samma år gården Gripsholm i Selebo härad i Södermanland till kartusianerna och skänkte 1502 ytterligare några gårdar i närliggande socknar.
Klostret uppfördes på den höjd där nu Mariefreds kyrka ligger, mitt emot Gripsholms slott. Klosterkyrkan invigdes 15 februari 1504. Ovan jord finns idag inga lämningar från klostret. Gustav Vasa lät riva byggnaderna och teglet användes när Gripsholms slott byggdes. En källare och lämningar av klostrets murar har påträffats söder om kyrkan. En liten stensamling, som hittats vid utgrävningar i klostergrunden, finns i kyrkans tornrum.
Lekbröderna i Mariefreds kloster inrättade 1498 ett boktryckeri. Där trycktes boken De dignitate et utilitate psalterii b. Marie virginis av Alanus de Rupe. Den fick spridning över hela Europa och påverkade kraftigt senmedeltidens fromhetsliv.
Klostrets existens blev kortvarig då det 1526 blev det första kloster som indrogs av Gustav Vasa. Han gjorde i december 1525 anspråk på godset i egenskap av arvtagare till Sten Sture den äldre, som donerat gården till klostret med villkoret att gården skulle återgå till de rätta arvingarna om klostret eller orden inte längre hölls vid makt. Anspråket legitimerades av riksrådet i januari 1526.
I kapitlet Utveckling i Svenska öden och äventyr återger August Strindberg en tänkt händelse när munkarna inkallat en konstnär att måla en altartavla i det nya klostret.